# Мирне (Чернеччинська сільська громада)
Мирне — село в Україні, у Чернеччинській сільській громаді Охтирського району Сумської області. Населення становить 265 осіб. Колишній орган місцевого самоврядування — Сонячненська сільська рада.

## Історія
До 2016 року село носило назву Іллічівка.
12 червня 2020 року, відповідно до розпорядження Кабінету Міністрів України № 723-р «Про визначення адміністративних центрів та затвердження територій територіальних громад Сумської області», село увійшло до складу Черниччинської сільської громади.
19 липня 2020 року, в результаті адміністративно-територіальної реформи та ліквідації Охтирського району(1923-2020), село увійшло до складу новоутвореного Охтирського району.

## Географія
Село Мирне знаходиться на відстані 4 км від річок Хухра та Охтирка. На відстані 3 км розташовані села Кудряве, Сонячне і Мирне (Кириківська селищна громада).